# 裕時悠示
裕時悠示（／ Yuji Yuji）是日本男性輕小說作家，出生於富山縣。

## 經歷
- 2010年，[註 1]於第2回GA文庫大獎中獲得優秀賞。[2]
- 2011年，《我女友與青梅竹馬的慘烈修羅場》由GA文庫首次出版，於2013年改編為電視動畫[註 2]。

## 作品

### 輕小說
- 《舞星灑落的雷涅席庫爾》（軟銀創作《GA文庫》2010年4月－2020年10月，插畫：TakayaKi）

- 《我女友與青梅竹馬的慘烈修羅場》（軟銀創作《GA文庫》2011年2月－2022年2月，插畫：LLO）

- 《29與JK》（軟銀創作《GA文庫》2016年6月－2020年1月，插畫：Yan-Yam）

### 漫畫
- 《小5的她與大人的愛》（SQUARE ENIX《月刊BIG GANGAN》2016年5月號－2018年10月號，插畫：睦茸）